# Каспарайтис, Дарюс Владович
Да́рюс Вла́дович Каспара́йтис (лит. Darius Kasparaitis; род. 16 октября 1972, Электренай, Литовская ССР, СССР) — советский, российский и литовский хоккеист, защитник. Олимпийский чемпион 1992 года в составе Объединённой команды.

## Карьера

### Клубная
На драфте НХЛ 1992 года выбран в первом раунде под общим 5-м номером командой «Нью-Йорк Айлендерс». Хоккеиста из России в то время ещё никто не знал, и для него не существовало авторитетов. Имя он себе сделал при стычке с Марио Лемьё в одном из матчей регулярного чемпионата 1992/1993 против «Питтсбург Пингвинз». В том эпизоде Дарюс опрокинул Лемьё на лёд после толчка в спину. Трибуны загудели от недовольства — в то время нельзя было трогать суперзвёзд НХЛ, и дерзкий новичок об этом не знал. За пять лет в клубе из США Дарюс провёл 254 матча, забил 6 шайб и получил 478 штрафов. За свой агрессивный стиль игры Каспарайтис получил прозвище «Каспер — недружелюбное привидение». Это прозвище придумал Скотт Стивенс — защитник «Нью-Джерси Девилз». Коронным силовым приёмом Дарюса была так называемая «мельница». Многие ведущие хоккеисты лиги тогда испытали этот приём на себе: Гретцки, Линдрос, Ягр, Буре.
17 ноября 1996 года «Нью-Йорк Айлендерс» обменял Каспарайтиса и нападающего Андреаса Юханссона в «Питтсбург Пингвинз» на нападающего Брайана Смолински. 19 марта 2002 года обменян в «Колорадо Эвеланш». 2 июля 2002 года как неограниченно свободный агент подписал контракт с «Нью-Йорк Рейнджерс». После окончания карьеры в НХЛ в сезонах 2007/08 — 2008/09 играл за СКА (Санкт-Петербург), а в сезоне 2009/10 работал помощником главного тренера.
6 октября 2010 года избран президентом Литовской хоккейной лиги.
После пятилетнего перерыва в карьере в 2014 году сыграл одну встречу в литовском клубе «Хоккей Панкс», забросив шайбу. В сезоне 2014/15 сыграл ещё две встречи, набрав 3 очка (1+2) по системе гол+пас. В сезоне 2015/16 выходил на лёд в трёх матчах, в которых набрал 11 очков (2+9). В сезоне 2016/17 сыграл в двух матчах, в которых набрал 7 очков (2+5). 27 июля 2017 года было объявлено, что следующий сезон 44-летний Каспарайтис проведёт в команде «Энергия» (Электренай).

### Международная
Олимпийский чемпион 1992 года (Альбервиль). В сборной России отметился также серебряной и бронзовой медалями на олимпиадах 1998 и 2002 года.
10 ноября 2017 года в возрасте 45 лет дебютировал за сборную Литвы, выведя команду на лёд в качестве капитана и набрав 3 (1+2) очка в матче против сборной Эстонии.

## Награды
- Олимпийский чемпион, 1992 (Объединённая команда)
- Заслуженный мастер спорта СССР (1992)
- Серебряный призёр Олимпиады, 1998 (сборная России)
- Бронзовый призёр Олимпиады, 2002 (сборная России)
- Участник Олимпиады 2006 (сборная России)
- Победитель первого дивизиона группы B чемпионата мира 2018 года (сборная Литвы)

## Личная жизнь
- Снимался в эпизодической роли в фильме «Брат 2».
- Трижды женат. Третья жена — шведская баскетболистка Лиза Кэррол (Каспарайтене). У Каспарайтиса есть дочери — Елизавета (от первой жены Ирины), сестры-близнецы Лив и Лили, и сыновья Марли, Майлз и Паркер[4].
- Прозвище «Каспер — недружелюбное привидение» присвоил Дарюсу Каспарайтису защитник «Нью-Джерси Девилз» Скотт Стивенс[5].
- Веган с 2017 года[6].